# Tanguy Nef
Tanguy Nef (ur. 19 listopada 1996) – szwajcarski narciarz alpejski, srebrny medalista mistrzostw świata.

## Kariera
Po raz pierwszy na arenie międzynarodowej pojawił się 1 grudnia 2011 roku w Zinal, gdzie w zawodach juniorskich zajął 49. miejsce w gigancie. W 2016 roku wystartował na mistrzostwach świata juniorów w Soczi, zajmując między innymi 18. miejsce w slalomie. Na rozgrywanych rok później mistrzostwach świata juniorów w Åre, gdzie zajął 15. miejsce w gigancie i 24. w slalomie.
W zawodach Pucharu Świata zadebiutował 18 listopada 2018 roku w Levi, gdzie zajął 11. miejsce w slalomie. Tym samym już w debiucie zdobył pierwsze pucharowe punkty.
W 2025 roku wystąpił na mistrzostwach świata w Saalbach, gdzie razem z Alexisem Monneyem zdobył srebrny medal w kombinacji drużynowej. Parę dni później zajął dziewiąte miejsce w slalomie.

## Osiągnięcia

### Mistrzostwa świata
| Miejsce | Dzień     | Rok  | Miejscowość | Konkurencja          | Czas biegu | Strata | Zwycięzca       |
| ------- | --------- | ---- | ----------- | -------------------- | ---------- | ------ | --------------- |
| 29.     | 17 lutego | 2019 | Åre         | Slalom               | 2:05,86    | +5,78  | Marcel Hirscher |
| 2.      | 12 lutego | 2025 | Saalbach    | Kombinacja drużynowa | 2:42,38    | +0,27  | Szwajcaria 1    |
| 9.      | 16 lutego | 2025 | Saalbach    | Slalom               | 1:54,02    | +1,69  | Loïc Meillard   |

### Mistrzostwa świata juniorów
| Miejsce | Dzień    | Rok  | Miejscowość | Konkurencja     | Czas biegu | Strata | Zwycięzca      |
| ------- | -------- | ---- | ----------- | --------------- | ---------- | ------ | -------------- |
| DNF1    | 1 marca  | 2016 | Soczi       | Superkombinacja | 1:56,16    | –      | Štefan Hadalin |
| 32.     | 3 marca  | 2016 | Soczi       | Gigant          | 2:14,32    | +11,16 | Marco Odermatt |
| 18.     | 5 marca  | 2016 | Soczi       | Slalom          | 1:36,84    | +4,92  | Istok Rodeš    |
| 15.     | 13 marca | 2017 | Åre         | Gigant          | 2:25,23    | +2,60  | Loïc Meillard  |
| 24.     | 14 marca | 2017 | Åre         | Slalom          | 1:37,64    | +3,86  | Adrian Pertl   |

### Puchar Świata

#### Miejsca w klasyfikacji generalnej
- sezon 2018/2019: 95.
- sezon 2019/2020: 77.
- sezon 2020/2021: 53.
- sezon 2021/2022: 89.
- sezon 2022/2023: 137.
- sezon 2023/2024: 89.
- sezon 2024/2025: 23.

#### Miejsca na podium w zawodach
Nef nie stawał na podium zawodów PŚ.